# Campeonato Mundial de Ciclismo em Estrada de 2002
O LXIX Campeonato Mundial de Ciclismo em Estrada realizou-se em Zolder (Bélgica) entre o 8 e o 13 de outubro de 2002, organizada pela União Ciclista Internacional (UCI) e a Real Liga Belga de Ciclismo. 
O campeonato constou de carreiras nas especialidades de contrarrelógio e de estrada, nas divisões elite masculino, elite feminino e masculino sub-23; ao todo outorgaram-se seis títulos de campeão mundial. 

## Resultados

### Masculino
- Contrarrelógio

| Posto  | Ciclista                  | País     | Tempo   |
| ------ | ------------------------- | -------- | ------- |
| Ouro   | Santiago Botero           | Colômbia | 48:04,4 |
| Prata  | Michael Rich              | Alemanha | 48:16,7 |
| Bronze | Igor González de Galdeano | Espanha  | 48:25,6 |

- Estrada

| Posto  | Ciclista        | País      | Tempo   |
| ------ | --------------- | --------- | ------- |
| Ouro   | Mario Cipollini | Itália    | 5:30:03 |
| Prata  | Robbie McEwen   | Austrália | 5:30:03 |
| Bronze | Erik Zabel      | Alemanha  | 5:30:03 |

### Feminino
- Contrarrelógio

| Posto  | Ciclista         | País   | Tempo   |
| ------ | ---------------- | ------ | ------- |
| Ouro   | Zulfiya Zabirova | Rússia | 30:02,6 |
| Prata  | Nicole Brändli   | Suíça  | 30:17,3 |
| Bronze | Karin Thürig     | Suíça  | 30:18,3 |

- Estrada

| Posto  | Ciclista          | País    | Tempo   |
| ------ | ----------------- | ------- | ------- |
| Ouro   | Susanne Ljungskog | Suécia  | 2:59:15 |
| Prata  | Nicole Brändli    | Suíça   | 2:59:15 |
| Bronze | Joane Somarriba   | Espanha | 2:59:15 |

### Sub-23
- Contrarrelógio

| Posto  | Ciclista          | País     | Tempo   |
| ------ | ----------------- | -------- | ------- |
| Ouro   | Tomas Vaitkus     | Lituânia | 38:40,8 |
| Prata  | Alexandr Bespalov | Rússia   | 39:22,5 |
| Bronze | Sérgio Paulinho   | Portugal | 40:09,8 |

- Estrada

| Posto  | Ciclista                    | País    | Tempo   |
| ------ | --------------------------- | ------- | ------- |
| Ouro   | Francesco Chicchi           | Itália  | 3:36,28 |
| Prata  | Francisco Gutiérrez Álvarez | Espanha | 3:36,28 |
| Bronze | David Loosli                | Suíça   | 3:36,28 |

## Medalheiro
| Evento | Ouro      | Prata | Bronze | Total |    |
| 1      | Itália    | 2     | 0      | 0     | 2  |
| 2      | Rússia    | 1     | 1      | 0     | 2  |
| 3      | Colômbia  | 1     | 0      | 0     | 1  |
|        | Lituânia  | 1     | 0      | 0     | 1  |
|        | Suécia    | 1     | 0      | 0     | 1  |
| 6      | Suíça     | 0     | 2      | 2     | 4  |
| 7      | Espanha   | 0     | 1      | 2     | 3  |
| 8      | Alemanha  | 0     | 1      | 1     | 2  |
| 9      | Austrália | 0     | 1      | 0     | 1  |
| 10     | Portugal  | 0     | 0      | 1     | 1  |
|        | TOTAL     | 6     | 6      | 6     | 18 |